# Рзакулиева, Айтен Эльбек кызы
Айтен Эльбек кызы Рзакулиева (азерб. Ayten Rzakuliyeva; род. 26 ноября 1966, Баку, Азербайджанская ССР) — азербайджанская художница, дочь народного художника Азербайджана Эльбека Рзакулиева.

## Биография
Окончила Художественное училище им. А. Азимзаде (1986) и Азербайджанский государственный университет культуры и искусств (1992).
Преподаёт в Азербайджанской государственной академии художеств и Университете культуры и искусств.
Заведующая кафедрой «Рисунок и Живопись» в Университете культуры и искусств.
Член Союза художников Азербайджана (1997).
Входит в состав творческой группы «Лабиринт», занимающей важное место среди азербайджанских художников-«восьмидесятников».
Основные выставки:
- 1988 — дни культуры Азербайджана в Москве, ЦДХ
- 1989 — выставка азербайджанских художников в Абу-Даби
- 1989 — «Современное искусство» Франция, Авиньон
- 1990—2000 — Международный симпозиум искусств Баку, Азербайджан
- 1990 — Азербайджанское искусство, Тунис, Алжир
- 1993 — Выставка азербайджанских художников Галерея «Хагельштам», Хельсинки, Финляндия
- 1993 — 3-й фестиваль искусств Стамбул, Турция
- 1994 — Выставка молодых турецких и азербайджанских художников Стамбул, Турция
- 1996 — 1 международный биеннале современного искусства Тбилиси, Грузия
- 1997—2000 Выставки группы «Лабиринт» Баку, Азербайджан
- 1999 — «Арт Манеж» Москва, Россия
- 2004 — «Джаз и живопись» Баку, Азербайджан
- 2007 — Персональная выставка Баку, Азербайджан
- 2007 — Проект «Огонь» В составе группы «Лабиринт»
- 52-й Венецианский Биеннале искусств Павильон Азербайджана Венеция, Италия
- 2010—2013 Международная выставка искусств Габала, Азербайджан
- 2012 — Персональная выставка Всемирная академия художеств, Баку, Азербайджан
- 2013 — Персональная выставка София, Болгария
- 2013 — Персональная выставка Берлин, Германия
- 2017 — Персональная выставка в галерее Порт Баку

В 1996 году соавтор и ведущая передач про искусство на телеканале AzTV.
По мнению критика Н. Самедовой,

Айтен Рзакулиева стремится запечатлеть как бы случайный, фрагментарный аспект жизни, острую характерность облика персонажа, слитность людей с окружающей их природной средой. Она пишет картины, посвященные человеку в его обыденном состоянии и окружающему человека миру вещей, размещенных в реальной бытовой среде, композиционно организованных в единую группу